# Aleuria cestrica
Aleuria cestrica är en svampart som först beskrevs av Ellis & Everh., och fick sitt nu gällande namn av Seaver 1928. Aleuria cestrica ingår i släktet Aleuria och familjen Pyronemataceae.   Inga underarter finns listade i Catalogue of Life.